# Calliostoma gloriosum
Calliostoma gloriosum, is een in zee voorkomende slakkensoort van de familie Calliostomatidae en het geslacht Calliostoma. Er is geen Nederlandse naam voor deze soort die in 1871 beschreven is door Dall.

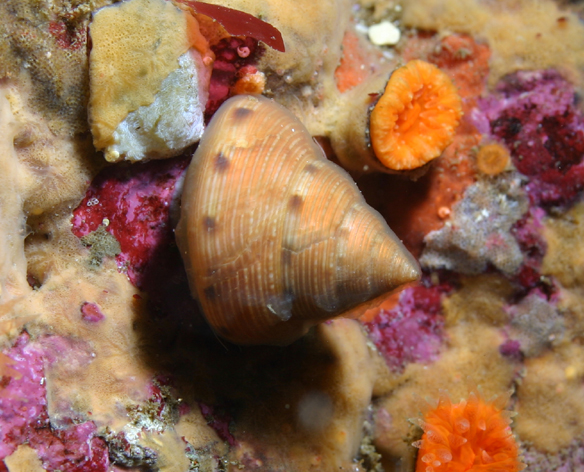
Calliostoma gloriosum

## Voorkomen en verspreiding
Calliostoma gloriosum is een omnivoor die tot 50 mm hoog kan worden. Deze soort leeft op zeewier en kelpfauna's aan de westkust van Noord-Amerika van Californië tot Alaska (Oregonese- en Californische provincie).